# Chlorocebus
Chlorocebus è un genere di primati della famiglia Cercopithecidae, diffuso nell'Africa subsahariana.

## Distribuzione
Questo genere ha un areale che comprende gran parte dell'Africa a sud del Sahara, dal Senegal all'Etiopia sino al Sudafrica. Piccole popolazioni sono presenti anche in alcune isole dei Caraibi, in particolare Barbados e Saint Kitts, dove sono state introdotte oltre 4 secoli fa, all'epoca della tratta degli schiavi dall'Africa.

## Descrizione
Sono primati di media taglia, che raggiungono una lunghezza di 40–43 cm per i maschi e 34–39 cm per le femmine, con una coda lunga da 30 a 50 cm. I maschi pesano da 4 a 4,5 kg e le femmine da 2,5 a 3,5 kg.
Il colore della pelliccia dorsale varia a seconda delle specie dal giallo pallido al grigio-verdastro sino al marrone scuro, mentre il ventre ed il pelo attorno al muso sono di colore bianco-crema. Il muso, le mani ed i piedi sono glabri e di colore nero. Nei maschi lo scroto è di colore blu brillante ed il pene di colore rosso.

## Biologia
Sono animali dalle abitudini diurne, che trascorrono la maggior parte del loro tempo al suolo e si ritirano sugli alberi solo per il riposo notturno. Sono maggiormente attivi nelle prime ore del mattino e nel tardo pomeriggio mentre dedicano le ore più calde della giornata al riposo e al grooming.
Sono animali sociali che vivono in gruppi da poche unità a numerose decine di esemplari, composti da femmine in numero superiore ai maschi. I gruppi hanno una rigida struttura gerarchica che assegna un ruolo privilegiato ai maschi e alle femmine dominanti per quanto riguarda la fruizione del cibo. I giovani maschi sono indotti a lasciare il gruppo una volta raggiunta la maturità sessuale, mentre le giovani femmine restano nel gruppo di appartenenza, spesso ereditando lo status sociale della madre.
Tra i potenziali predatori dei clorocebi ci sono i grossi felini (leoni e leopardi), le iene, gli sciacalli, gli uccelli rapaci, alcune specie di serpenti, nonché altri primati quali scimpanzé e babbuini. Nelle popolazioni caraibiche i principali predatori risultano essere i cani e l'uomo.

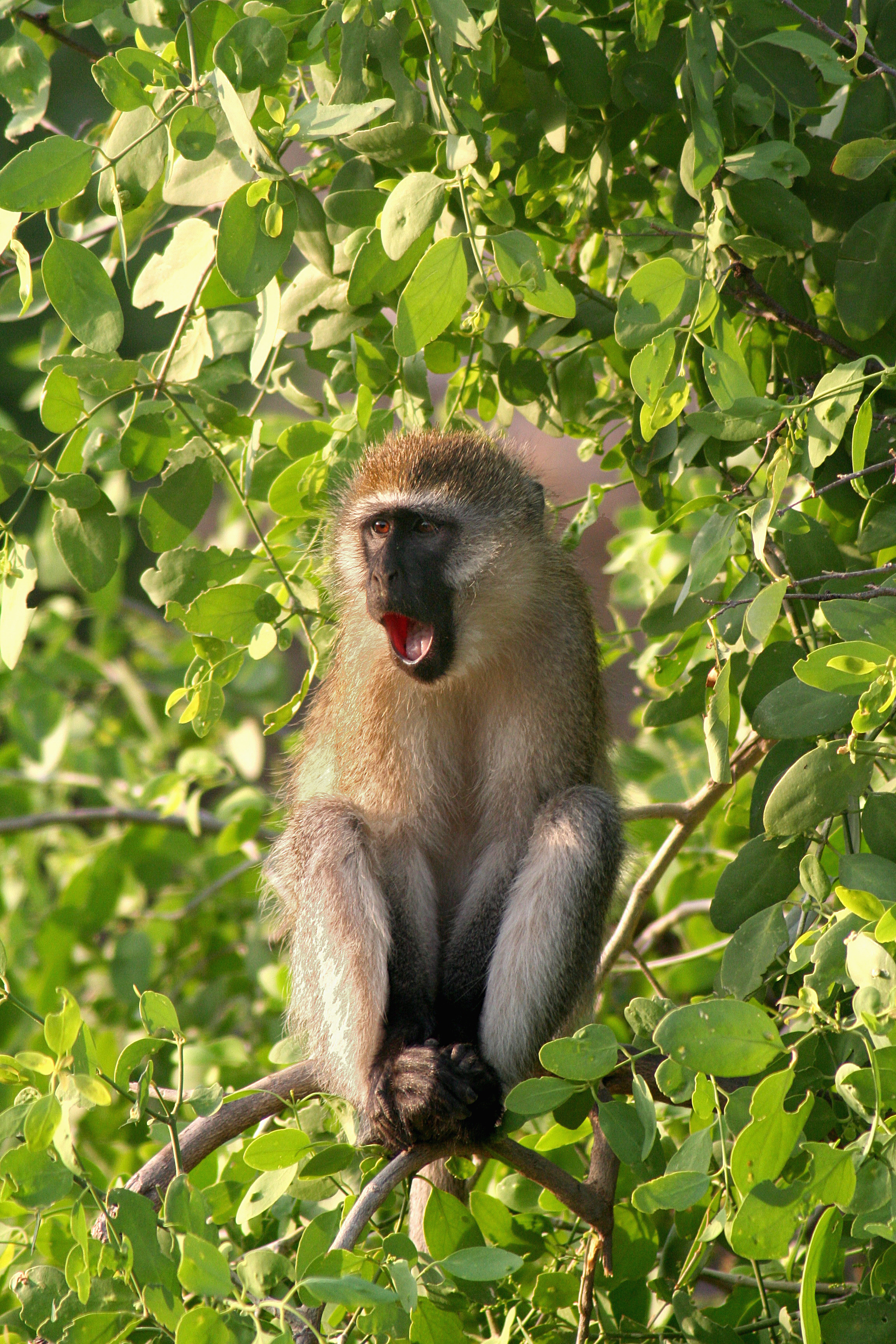

### Comunicazione
I clorocebi possiedono un ampio repertorio di vocalizzazioni, che utilizzano sia per segnalare ai membri estranei al gruppo la loro presenza sul territorio che per una vasta gamma di segnalazioni di allarme all'interno del gruppo. In particolare è documentato l'utilizzo di suoni di allarme diversi per i diversi predatori.

### Alimentazione
Sono sostanzialmente onnivori: anche se esprimono una netta preferenza per frutta, fiori, noci e semi, non disdegnano di cibarsi anche di insetti, uova e piccoli vertebrati (rettili, uccelli e piccoli roditori).

### Riproduzione
Le femmine segnalano la loro disponibilità all'accoppiamento presentando la vulva al maschio. Dal momento che i gruppi sono formati in prevalenza da femmine, ogni maschio si accoppia con più femmine. Dopo una gestazione di 160 giorni ogni femmina dà alla luce un solo piccolo. La nascita avviene di solito all'inizio della stagione delle piogge, quando vi è sufficiente cibo disponibile. L'accudimento della prole è prerogativa delle femmine. I piccoli vengono svezzati intorno ai 6 mesi di vita e raggiungono la maturità sessuale intorno ai 4-5 anni. La aspettativa di vita media è di circa 11-13 anni in cattività e di 10-12 anni allo stato selvatico.

## Sistematica
Comprende sei differenti specie, in passato considerate come sottospecie:
- Chlorocebus aethiops - cercopiteco grigioverde
- Chlorocebus sabaeus - cercopiteco gialloverde
- Chlorocebus djamdjamensis - cercopiteco delle montagne Blue
- Chlorocebus tantalus - cercopiteco tantalo
- Chlorocebus pygerythrus - cercopiteco verde
- Chlorocebus cynosuros - cercopiteco Malbrouck